# Ján Svorada
Ján Svorada (* 28. srpna 1968 v Trenčíně, Československo) je československý, slovenský a český cyklista slovenského původu, trojnásobný mistr České republiky v silniční cyklistice. Do konce roku 1992 závodil za Československo, po rozpadu federace za Slovensko a od roku 1996 do konce své kariéry za Českou republiku.
Na kole závodí od svých 12 let, v 18 letech na juniorském světovém šampionátu v silniční cyklistice v Cassablance skončil na 5. místě. Maturoval na SOU elektrotechnickém v Bratislavě, v letech 1987-1990 byl členem vojenského sportovního týmu Dukla Brno. V 21 letech vyhrál významný závod světové amatérské cyklistiky Závod míru. Od roku 1991 byl až do konce roku 2004 členem týmu Lampre (ten se pouze přejmenovával a měnil své majitele), v tomto období vybojoval v profesionálním pelotonu celkem 74 výher a stal se vyhlášeným a obávaným spurtérem. Od roku 2005 závodil za český tým eD´system–ZVVZ, v roce 2005 vybojoval svoji 75. jubilejní výhru, od roku 2006 byl členem týmu Grisoft–XCR. Svou aktivní sportovní kariéru ukončil v roce 2006.
Celkem třikrát startoval na olympijských hrách, naposledy se tak stalo v roce 2004 na LOH 2004 v Aténách. Vyhrál celkem 5 etap na Giro d'Italia, 3 etapy na Tour de France (z toho v roce 2001 jednu závěrečnou 21. etapu v Paříži na Avenue des Champs-Élysées) a 3 etapy na španělské Vueltě. Na Tour de France 1994 skončil na 3. místě v soutěži o zelený trikot nejlepšího spurtéra.
Celkem šestkrát byl ve svazové anketě cyklistického svazu Král cyklistiky vyhlášen nejlepším československým/českým cyklistou roku.

## Hlavní výsledky

#### Výsledky na Grand Tours
| Grand Tour      | 1991 | 1992 | 1993 | 1994 | 1995 | 1996 | 1997 | 1998 | 1999 | 2000 | 2001 | 2002 | 2003 | 2004 | 2005 | 2006 |
| --------------- | ---- | ---- | ---- | ---- | ---- | ---- | ---- | ---- | ---- | ---- | ---- | ---- | ---- | ---- | ---- | ---- |
| Giro d'Italia   | 126  | 122  | 123  | DNF  | DNF  | —    | DNF  | —    | DNF  | 102  | —    | —    | 88   | DNF  | —    | —    |
| Tour de France  | —    | —    | DNF  | 103  | DNF  | DNF  | —    | DNF  | DNF  | —    | 129  | 131  | —    | —    | —    | —    |
| Vuelta a España | —    | —    | —    | —    | —    | —    | 120  | DNF  | DNF  | DNF  | —    | 108  | DNF  | —    | —    | —    |

## Osobní život
Pochází ze sportovně založené rodiny jeho otec Ján Svorada starší býval také československým reprezentantem v cyklistice. Se svojí manželkou Radkou bydlí v Střelicích u Brna, má dvě děti, syna Jana (* 1992) a dceru Kateřinu (* 1997)

## Dovednosti a znalosti
Hovoří slovensky, česky, italsky, zčásti francouzsky a anglicky.